# Eleição municipal de Curitiba em 1992
A eleição municipal de Curitiba em 1992 aconteceu no dia 3 de outubro de 1992. O vencedor, em primeiro turno, foi o candidato apoiado pelo então prefeito Jaime Lerner, Rafael Greca (PDT), com 324.348 votos (51,96%), contra 144.479 votos (23,14%) do segundo colocado, o ex-prefeito e candidato do partido do então governador do Estado Roberto Requião, Maurício Fruet (PMDB).
Nascido em Curitiba, Rafael Greca é formado economista pela FESP e engenheiro pela UFPR. Foi eleito deputado estadual do Paraná em 1986 e reeleito em 1990, pelo PDT. Em 1992, foi escolhido por Lerner como candidato a prefeito, em meio a opções como Carlos Ceneviva e Cássio Taniguchi, recebendo apoio também do senador Zé Eduardo Vieira. Sua candidatura chegou a ser elogiada pelo governador à época Roberto Requião, dizendo que sua candidatura era o melhor do PDT assim como Fruet era o melhor do PMDB.
Natural de Santo Antônio da Platina, Carvalhinho era empresário e advogado graduado na Faculdade de Direito de Curitiba. Foi secretário Estadual da Indústria e Comércio entre 1987 e 1989. Aliado de Jaime Lerner, aceitou ser vice de Greca na disputa pela sucessão da prefeitura. Em 1994, foi candidato ao Senado, logrando apenas o 4º lugar. Durante o tempo como vice, assumiu diversas vezes a prefeitura. Também foi presidente da FIEP e vice-presidente da Confederação Nacional da Indústria.

## Resultado da eleição
| 1º Turno 3 de outubro de 1992 | 1º Turno 3 de outubro de 1992 | 1º Turno 3 de outubro de 1992                          | 1º Turno 3 de outubro de 1992 | 1º Turno 3 de outubro de 1992 |
| Candidato(a)                  | Vice                          | Coligação                                              | Votação                       | Votação                       |
| Candidato(a)                  | Vice                          | Coligação                                              | Total                         | Porcentagem                   |
| ----------------------------- | ----------------------------- | ------------------------------------------------------ | ----------------------------- | ----------------------------- |
| Rafael Greca (PDT)            | José Carlos de Carvalho (PTB) | União Trabalhista em Defesa de Curitiba(PDT, PTB, PTR) | 324.348                       | 51,96%                        |
| Maurício Fruet (PMDB)         | Luiz Forte Netto (PST)        | Curitiba sem Fronteiras (PMDB, PST, PPS, PV, PCdoB)    | 144.479                       | 23,14%                        |
| Luciano Pizzatto (PFL)        | Pastor Takayama (PDC)         | Curitiba Melhor para Todos (PFL, PDC, PL, PDS, PMN)    | 76.742                        | 12,29%                        |
| Dr. Rosinha (PT)              | Lígia Mendonça (PCN)          | Frente Curitiba Popular (PT, PCN)                      | 40.567                        | 6,50%                         |
| Tony Garcia (PRN)             | Marcos Mocellin (PSC)         | Movimento Cidadania e Justiça (PRN, PSC, PSD, PTdoB)   | 23.471                        | 3,76%                         |
| Márcia Pradi (PSB)            | Berenice Muller (PSB)         | Sem coligação                                          | 10.797                        | 1,73%                         |
| Jonatas Pirkiel (PSDB)        | Carlos Munhoz da Rocha (PSDB) | Sem coligação                                          | 3.862                         | 0,62%                         |
| Total de votos válidos        | Total de votos válidos        | Total de votos válidos                                 | 624.266                       | 100,00%                       |
| Votos apurados                |                               |                                                        |                               |                               |
| Votos válidos                 | Votos válidos                 | Votos válidos                                          | 624.266                       | 83,49%                        |
| Votos em branco               | Votos em branco               | Votos em branco                                        | 63.415                        | 8,48%                         |
| Votos nulos                   | Votos nulos                   | Votos nulos                                            | 59.993                        | 8,02%                         |
| Total de votos apurados       | Total de votos apurados       | Total de votos apurados                                | 747.674                       | 100,00%                       |
| Eleitores                     |                               |                                                        |                               |                               |
| Comparecimento                | Comparecimento                | Comparecimento                                         | 747.674                       | 87,84%                        |
| Abstenções                    | Abstenções                    | Abstenções                                             | 103.516                       | 12,16%                        |
| Total de eleitores            | Total de eleitores            | Total de eleitores                                     | 851.190                       | 100,00%                       |
| Fonte(s):                     |                               |                                                        |                               |                               |